# Nazionale maschile di hockey su pista del Belgio
La Nazionale di hockey su pista del Belgio è la selezione maschile di hockey su pista che rappresenta il Belgio in ambito internazionale. Attiva dal 1926 opera sotto la giurisdizione della Federazione di pattinaggio del Belgio.

## Palmares
- Coppa delle Nazioni: 1

1951

## Partecipazioni ai principali tornei internazionali
- 1936 7º posto
- 1939 4º posto
- 1947 2º posto
- 1948 5º posto
- 1949 4º posto
- 1950 8º posto
- 1951 4º posto
- 1952 4º posto
- 1953 5º posto
- 1954 4º posto
- 1955 6º posto
- 1956 8º posto
- 1958 6º posto
- 1960 7º posto
- 1962 Non partecipante
- 1964 Non partecipante
- 1966 Non partecipante
- 1968 Non partecipante
- 1970 Non partecipante
- 1972 8º posto
- 1974 11º posto
- 1976 Non partecipante
- 1978 9º posto
- 1980 Non partecipante
- 1982 Non partecipante
- 1984 Non partecipante
- 1986 Non partecipante
- 1988 Non partecipante
- 1989 Non partecipante
- 1991 Non partecipante
- 1993 Non partecipante
- 1995 Non partecipante
- 1997 Non partecipante
- 1999 Non partecipante
- 2001 Non partecipante
- 2003 Non partecipante
- 2005 Non partecipante
- 2007 Non partecipante
- 2009 Non partecipante
- 2011 Non partecipante
- 2013 Non partecipante
- 2015 Non partecipante
- 2017 Non partecipante
- 2019 Non partecipante

- 1984 2º posto
- 1986 Non partecipante
- 1988 Non partecipante
- 1990 Non partecipante
- 1992 Non partecipante
- 1994 Non partecipante
- 1996 Fase a gironi
- 1998 Non partecipante
- 2000 Quarti di finale
- 2002 Non partecipante
- 2004 Non partecipante
- 2006 Non partecipante
- 2008 Non partecipante
- 2010 Non partecipante
- 2012 Non partecipante
- 2014 Non partecipante

- 2017 Non partecipante
- 2019 Non partecipante

- 2017 Non partecipante
- 2019 2º posto

- 1926 5º posto
- 1927 6º posto
- 1928 5º posto
- 1929 6º posto
- 1930 5º posto
- 1931 7º posto
- 1932 6º posto
- 1934 5º posto
- 1937 5º posto
- 1938 3º posto
- 1957 Non partecipante
- 1959 Fase a gironi
- 1961 7º posto
- 1963 8º posto
- 1965 9º posto
- 1967 9º posto
- 1969 8º posto
- 1971 6º posto
- 1973 7º posto
- 1975 Non partecipante
- 1977 5º posto
- 1979 7º posto
- 1981 7º posto
- 1983 Non partecipante
- 1985 6º posto
- 1987 8º posto
- 1990 Non partecipante
- 1992 9º posto
- 1994 Fase a gironi
- 1996 7º posto
- 1998 Non partecipante
- 2000 Non partecipante
- 2002 Non partecipante
- 2004 Non partecipante
- 2006 Non partecipante
- 2008 Non partecipante
- 2010 Non partecipante
- 2012 Non partecipante
- 2014 Non partecipante
- 2016 Non partecipante
- 2018 Fase a gironi